# Als 't maar beweegt
Als 't maar beweegt was een komische televisiereeks van Stany Crets en Peter Van den Begin uit 2005 die uitgezonden werd door Eén.
Het programma werd gemaakt door ELISABETH, het productiehuis van Crets en Van Den Begin.

## Concept
Het programma was een mix van een sketchshow en een studioprogramma met publiek, waarin Stany Crets en Peter Van den Begin als het bejaard echtpaar Frans en Claudine Geysen commentaar leverden op televisieprogramma's.  De sketches brachten persiflages op bestaande programma's, zoals Flikken, Mooi en Meedogenloos, Matroesjka's, De rode loper en zelfs Het Journaal.
Enkele van de typetjes die in de televisiereeks regelmatig opdoken:
- Frans en Claudine Geysen (Peter Van den Begin en Stany Crets)
- Anita Van De Perre (Els Dottermans)
- Omroepster Peppy (Nathalie Meskens)
- Brooke en Frack (Chris Lomme en Jo De Meyere)

Verder werkten ook Jan Decleir, Jan Decorte, Filip Peeters en Mark Tijsmans mee aan het programma.

## Geschiedenis
Na hun overstap van VTM naar de VRT in mei 2005 wilde de VRT van Crets en Van Den Begin een sketchprogramma in de stijl van Sketch à gogo, dat ze in 2004 voor VTM gemaakt hadden.  Het duo wilde niet zomaar een tweede seizoen van dat programma maken en bedacht daarom een nieuw concept waarbij sketches afgewisseld werden met een sitcom met studiopubliek rond het bejaarde koppel Geysen, twee typetjes uit Sketch à gogo.  Dat maakte het bovendien mogelijk om in een relatief korte tijdspanne afleveringen van 50 minuten te maken die beter in het zendschema van de VRT zouden passen.

## Kijkcijfers
| Afl. | Uitzenddatum      | Kijkcijfers |
| ---- | ----------------- | ----------- |
| 1    | 25 september 2005 | 1.060.000   |
| 2    | 2 oktober 2005    | 898.000     |
| 3    | 9 oktober 2005    | 753.000     |
| 4    | 16 oktober 2005   | 761.000     |
| 5    | 23 oktober 2005   | 804.000     |
| 6    | 30 oktober 2005   | 774.000     |
| 7    | 6 november 2005   | 770.000     |